# Rắn hổ lục đầu giáo vàng
Rắn hổ lục đầu giáo vàng (danh pháp hai phần: Bothrops insularis)  là một loài rắn hổ có nọc độc được tìm thấy tại Ilha da Queimada Grande, một hòn đảo nhỏ ngoài khơi bờ biển của bang São Paulo, Brazil. Tên của chúng được đặt theo màu vàng nâu cùng hình dạng đầu của nó, đặc trưng của các loài rắn thuộc chi Bothrops. Không có phân loài nào của Rắn hổ lục đầu giáo vàng hiện đang được công nhận.

## Hình thái vật lý
Rắn hổ lục đầu giáo vàng phát triển và đạt tổng chiều dài trung bình khoảng 70 cm (28 in), và tối đa có thể đạt trên 118 cm (46 in). Chúng có cơ thể màu vàng nâu nhạt, phủ lên một loạt các vệt nhạt trên lưng hình tam giác hoặc tứ giác, rộng hay hẹp, xen kẽ hoặc liền thành một dải dọc theo lưng, tùy thuộc vào cá thể. Trong điều kiện nuôi nhốt, màu vàng này thường trở nên tối hơn, đó có thể là kết quả của việc kém lưu thông máu bị gây ra bởi điều hòa thân nhiệt không hiệu quả..Phần đầu có hai dải sọc sọc sau mắt rất rõ ràng. Bụng của loài này có màu vàng kem nhạt hoặc kem.
Tên "lancehead" đề cập đến hình dạng đầu đặc biệt của tất cả các loài rắn trong chi Bothrops, đó là hơi dài và nhọn dần ở mũi. Rắn hổ lục đầu giáo vàng cũng có một cái đuôi dài hơn so với loài gần gũi nhất với chúng là B. jararaca, đây rất có thể là một sự thích nghi để giúp cơ động hơn khi di chuyển qua các cây.

### Nọc độc
Vì loài rắn này chỉ được tìm thấy trong một khu vực không có con người sinh sống, nên chưa có báo cáo chính xác về một trường hợp nào mà con người bị loài rắn này cắn, nhưng chúng là loài gây ra cái chết nhiều hơn bất kỳ loài rắn nào khác ở Bắc hay Nam Mỹ. Ludwig Trutnau báo cáo bốn trường hợp bị cắn thì ba trong số đó tử vong. Tỷ lệ tử vong nếu bị Rắn hổ lục đầu giáo vàng cắn chỉ là 0,5-3% nếu bệnh nhân được điều trị kịp thời và 7% nếu bệnh nhân không được điều trị. Những ảnh hưởng từ nọc độc của chúng sẽ gây ra sưng, đau đầu, nôn mửa, bầm tím, xuất huyết máu trong nước tiểu, chảy máu đường ruột, suy thận, xuất huyết não và hoại tử nghiêm trọng tại các mô cơ bắp. Phân tích hóa học của nọc độc loài này cho thấy rằng, nó mạnh gấp 5 lần so với nọc độc của loài B. jararaca và là loài độc nhất trong chi Bothrops. Phân tích cũng cho thấy, trong nọc độc của loài rắn này có chất độc Hemotoxin làm ăn mòn thịt và mô, giúp tiêu hóa con mồi dễ hơn trước khi nuốt. 